# Trent Grimsey
Trent Grimsey – australijski pływak, srebrny medalista mistrzostw świata w pływaniu 2009 roku na otwartym akwenie z Rzymu na 25 km. z czasem 5:26:50,7.